# Ангран, Шарль
Ша́рль Теофи́л Ангра́н (фр. Charles Théophile Angrand; 19 апреля 1854 — 1 апреля 1926) — французский художник-постимпрессионист и неоимпрессионист. Анархист.

## Биография
Родился в семье деревенского школьного учителя в Нормандии. Работы Анграна на выставке в руанской Школе изящных искусств вызвали восхищение самого Камиля Коро. В 1882 году художник перебрался в Париж, где познакомился с будущими основоположниками неоимпрессионизма: Жоржем Сёра, Полем Синьяком, Максимильеном Люсом и Анри Кроссом.
В Париже Ангран писал свои картины в стиле пуантилизма, придуманном Жоржем Сёра. Художники работали на пленэре, писали виды парижских окрестностей. В 1884 и 1886 годах Ангран принимал участие в «Салоне Независимых», став одним из его основателей.
В 1889 году совместно с Сёра художник принимал участие в выставке в Брюсселе, где представлял свою работу «Прогуливающаяся пара». После того, как 29 марта 1891 года Сёра ушел из жизни, Ангран, тяжело переживавший смерть друга, стал вести затворническую жизнь, лишь время от времени участвуя в выставках «Салона Независимых».
Умер в Руане. Он похоронен на Монументальном кладбище Руана.

## Творчество
Для работ, созданных Шарлем Анграном, были характерны сильные контрасты и чистые оттенки. Большая их часть выполнена в стиле пуантилизма. Самой известной картиной Шарля Анграна считается пуантилистическая «Прогуливающаяся пара», ныне хранящаяся в Музее Орсэ в Париже.

## Коллекции
Работы Анграна находятся во многих музейных коллекциях, включая Атенеум (Финская национальная галерея), Художественный музей Кливленда, Музей Хехта, Художественный музей Индианаполиса, Метрополитен-музей, Музей Орсе, Музей изящных искусств Бостона, и Новая глиптотека Карлсберга.

## Галерея

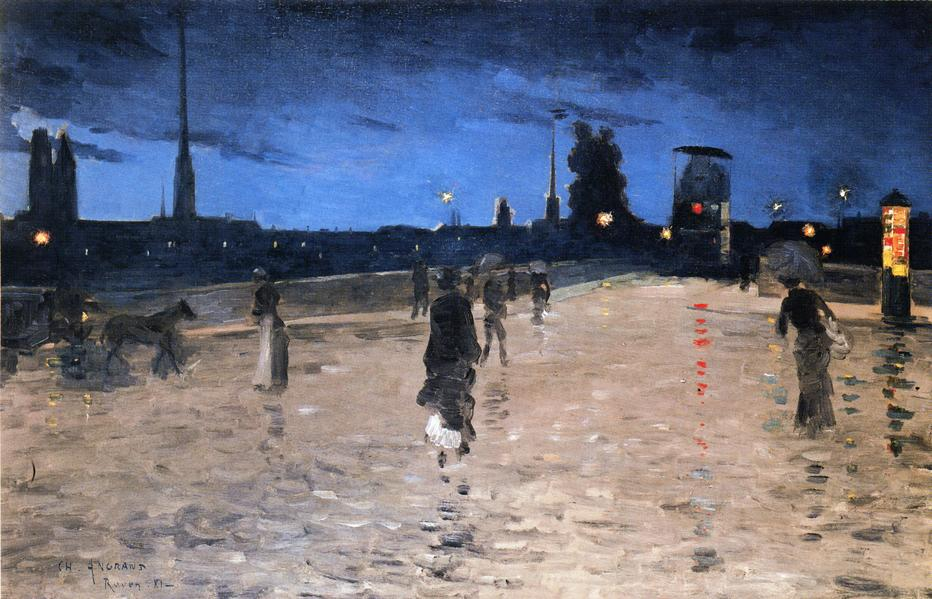
Каменный мост в Руане. Около 1880.
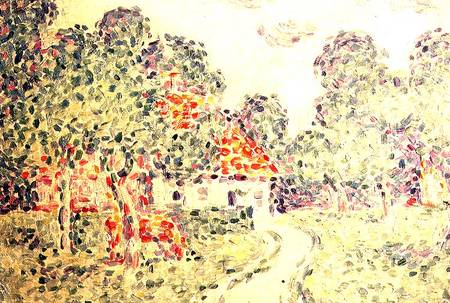
Маленькая ферма. 1890.
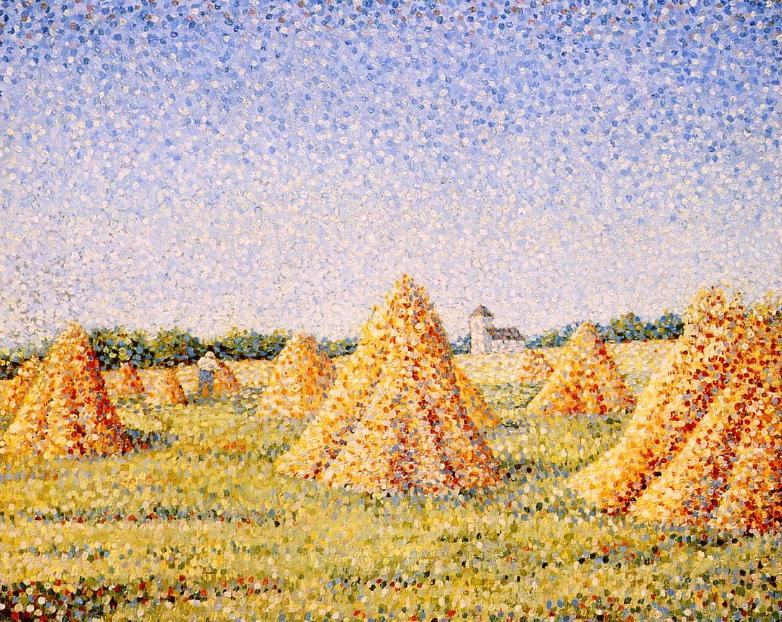
Урожай. 1890.
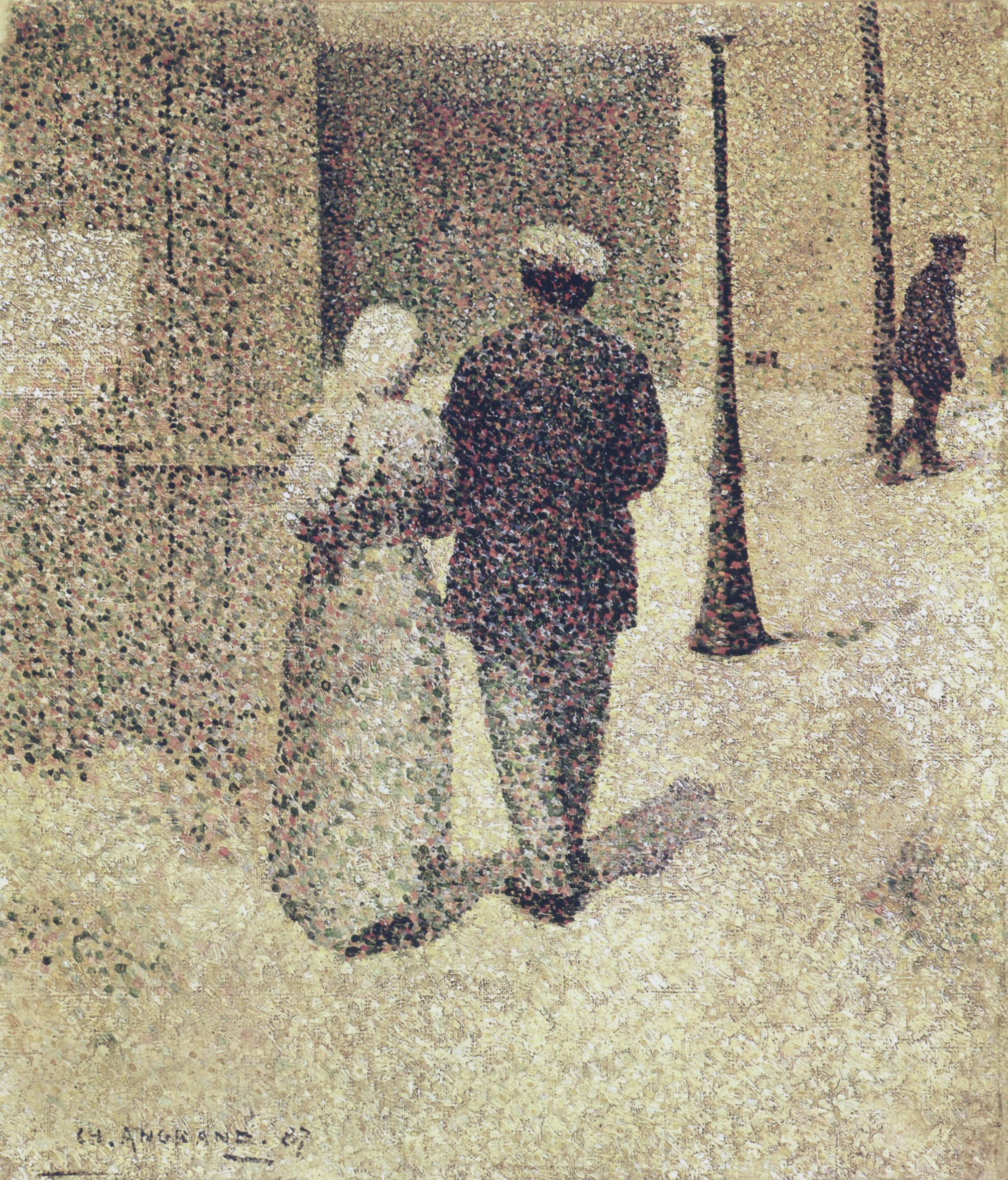
Прогуливающаяся пара. 1887, Музей Орсе, Париж.
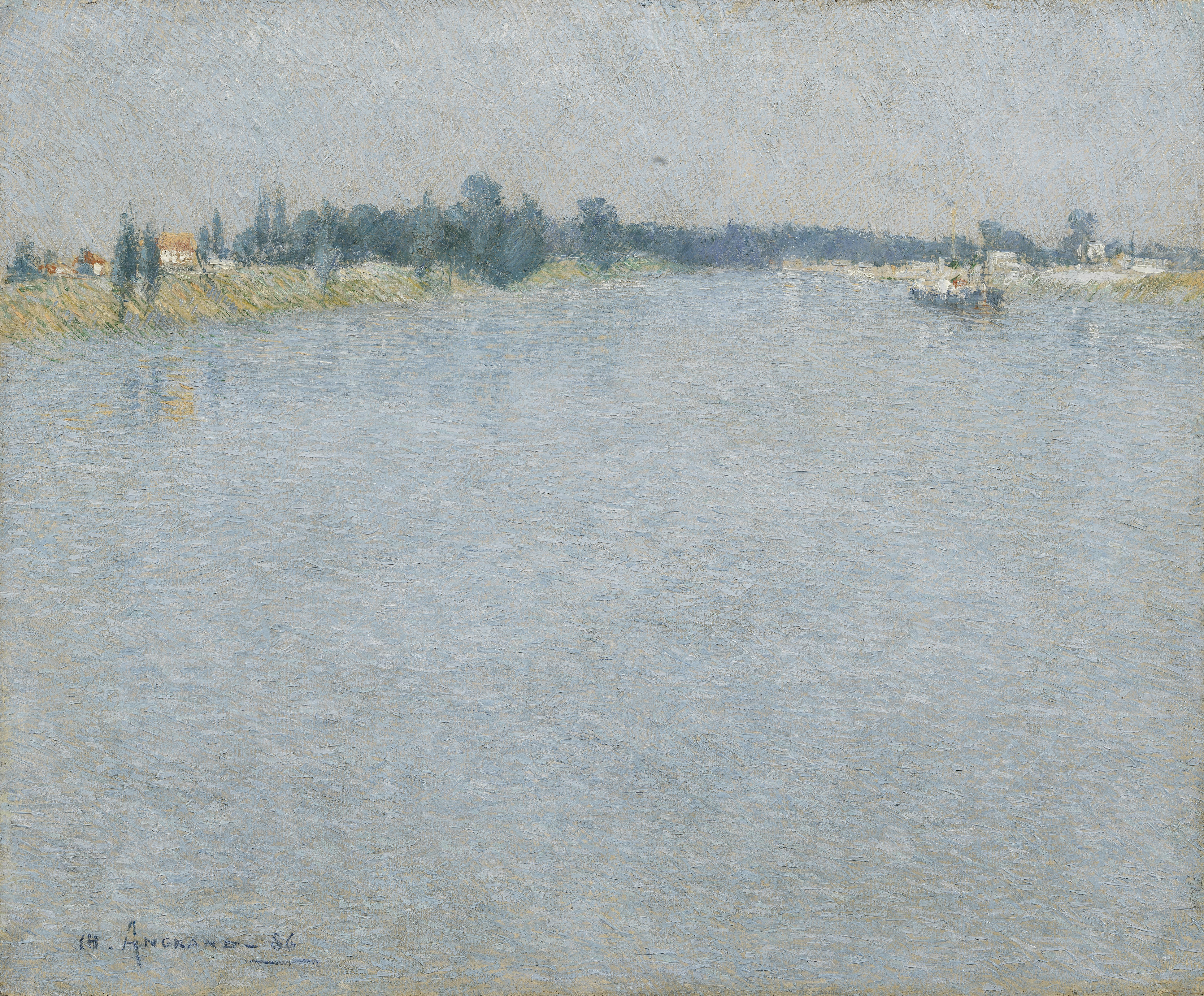
Сена. 1886, Музей ван Гога, Амстердам.
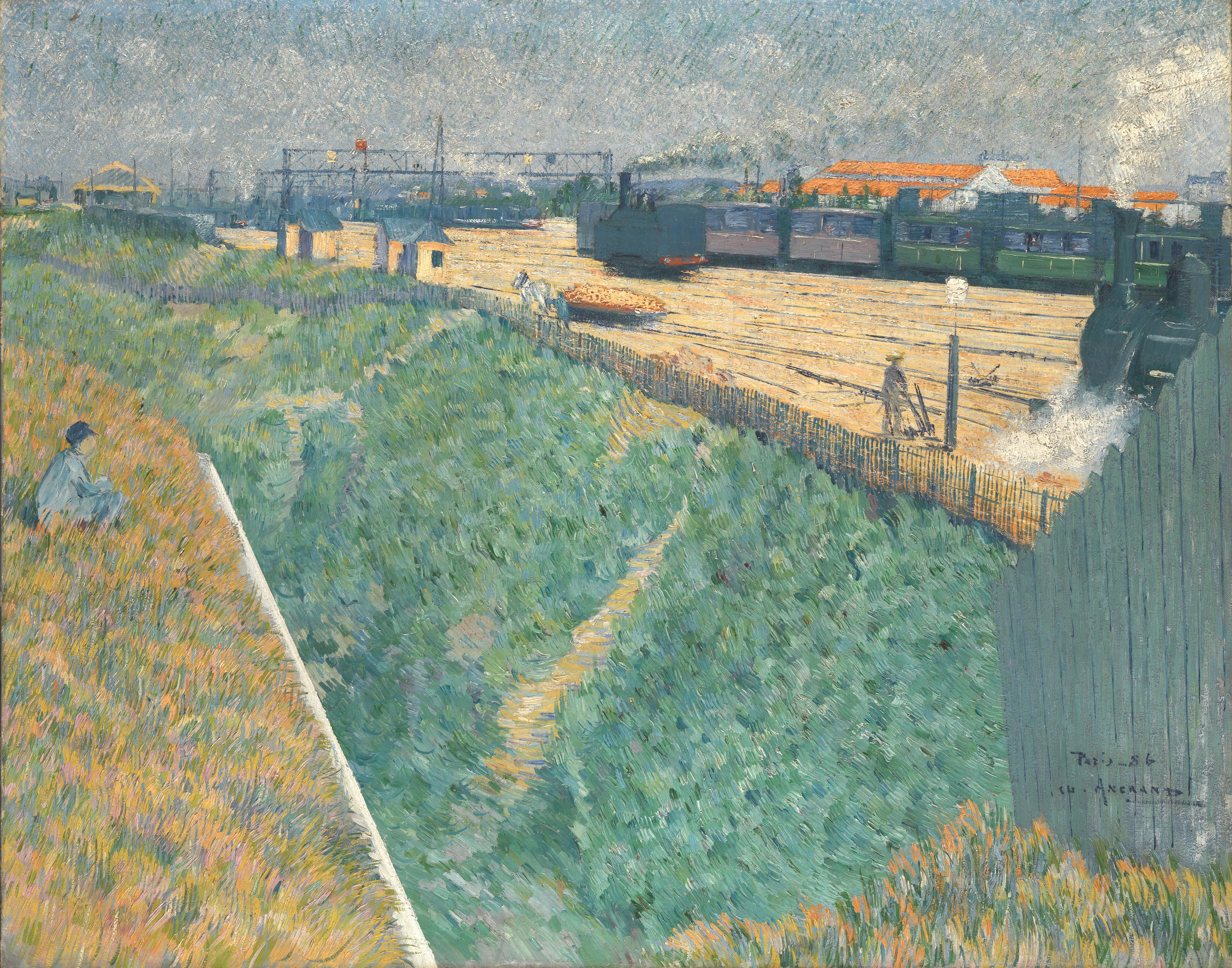
Западная железная дорога на выезде из Парижа. 1886.
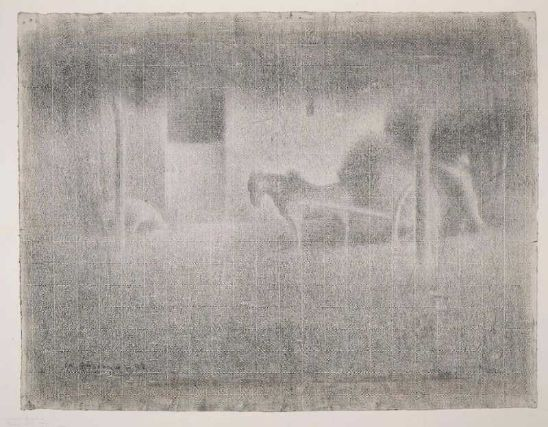
Фермерский двор. 1892.
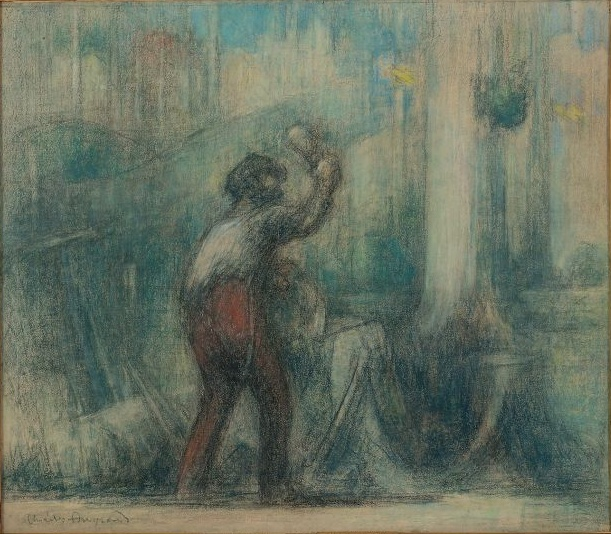
Лесоруб. Финская национальная галерея.